# Fressines
Fressines település Franciaországban, Deux-Sèvres megyében található. Lakosainak száma 1769 fő (2022. január 1.). Fressines La Crèche, Sainte-Néomaye, Vouillé és Aigondigné községekkel határos.

## Népesség
A település népességének változása:
| Lakosok száma | 1596 | 1644 | 1688 | 1673 | 1687 | 1719 | 1751 | 1756 | 1769 |
|               | 2013 | 2015 | 2016 | 2017 | 2018 | 2019 | 2020 | 2021 | 2022 |